# تشارلز إس فينابل
تشارلز إس فينابل (بالإنجليزية: Charles S. Venable )‏ (و. 1827 – 1900 م) هو رياضياتي، وعالم فلك من الولايات المتحدة الأمريكية . ولد في مقاطعة برينس إدورد .
توفي في شارلوتسفيل، فيرجينيا، عن عمر يناهز 73 عاماً.

## التعليم
تعلم في جامعة فرجينيا

## الخدمة العسكرية
خدم في جيش الولايات الكونفدرالية.